# Algatocín
Algatocín é um município da Espanha na província de Málaga, comunidade autónoma da Andaluzia, de área 19,43 km² com população de 944 habitantes (2004) e densidade populacional de 48,58 hab/km².

## Demografia
| Variação demográfica do município entre 1991 e 2004 | Variação demográfica do município entre 1991 e 2004 | Variação demográfica do município entre 1991 e 2004 | Variação demográfica do município entre 1991 e 2004 |
| --------------------------------------------------- | --------------------------------------------------- | --------------------------------------------------- | --------------------------------------------------- |
| 1991                                                | 1996                                                | 2001                                                | 2004                                                |
| 1019                                                | 1014                                                | 970                                                 | 944                                                 |